# Dasineura tubularis
Dasineura tubularis är en tvåvingeart som först beskrevs av Jean-Jacques Kieffer 1909.  Dasineura tubularis ingår i släktet Dasineura och familjen gallmyggor. Inga underarter finns listade i Catalogue of Life.